# Roger-Yves Bost
Pour les articles homonymes, voir Bost.
Roger-Yves Bost, né le 21 octobre 1965 à Boulogne-Billancourt, est un cavalier de Saut d'obstacles français.
Il est champion d'Europe 2013 en individuel avec sa jument Myrtille Paulois et champion olympique aux Jeux olympiques d'été de 2016 sur Sydney Une Prince.

## Biographie
Roger-Yves Bost, surnommé « Bosty » par son père dès son plus jeune âge, est né le 21 octobre 1965 en Île-de-France. Il découvre rapidement les chevaux dans la structure de ses parents : le Haras de Brulys, à Saint-Martin-en-Bière, où il est aujourd'hui installé avec sa famille. Il commence à monter à poney et se montre talentueux en compétition dès l'âge de 8 ans. Il est sacré deux fois Champion de France poney, et obtient la médaille d'argent aux Championnats d'Europe à 12 ans au Touquet. Roger-Yves commence ensuite sa carrière à cheval et les succès s'enchainent : Champion d'Europe junior en 1982, puis Champion d'Europe Jeunes Cavaliers par équipe les trois années suivantes. 

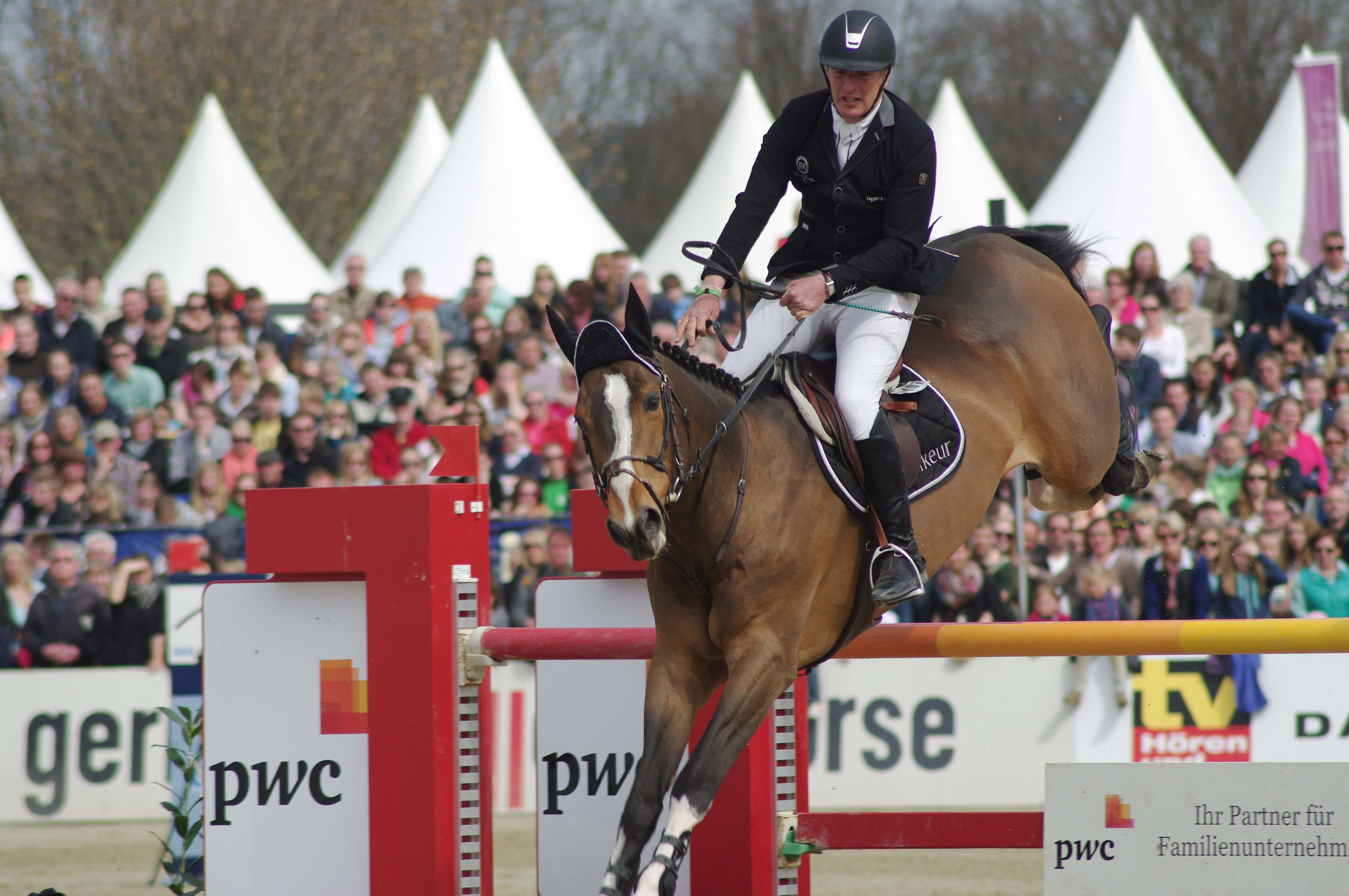
Roger-Yves Bost et Nippon d'Elle en avril 2013.

En 1986, à 21 ans, Roger-Yves commence sa carrière senior et monte sur la troisième marche du podium des Championnats de France. Dans les années 1990, il est sélectionné à de nombreuses reprises au sein de l'équipe de France grâce à Norton de Rhuys, avec lequel il sera Champion du monde par équipe en 1990. L'année suivante, le couple se classe troisième de la Finale Coupe du monde de Göteborg. L'étalon Souviens-Toi III lui permet de participer aux Jeux olympiques d'Atlanta, où l'équipe de France termine à la quatrième place.
Depuis près de trente ans, Roger-Yves Bost continue sa carrière au plus haut-niveau mondial. Il a remporté plus de 3,7 millions d'euros de gain grâce à ses nombreuses victoires en Grands Prix : neuf Coupes du monde, la Finale du Global Champions Tour d'Abu-Dhabi avec Ideal de la Loge en 2011 etc. Son important palmarès lui permet d'être distingué par le Président Jacques Chirac au titre de chevalier de l'Ordre du Mérite agricole.
Le style unique de Roger-Yves Bost est célèbre à travers le monde. Il est également connu pour être un cavalier très rapide, ce qui lui permet de remporter de très nombreuses épreuves de vitesse. Depuis deux ans, Lady Georgina Forbes confie plusieurs chevaux à "Bosty" (Castles Forbes Myrtille Paulois, Cosma, Vivaldo) qui lui permettent de conserver un important piquet de chevaux.
Deuxième meilleur cavalier français, il occupe en juillet 2013 la neuvième place de la FEI Longines Ranking List.
En août 2013, il obtient son premier titre individuel lors du Championnat d'Europe de saut d'obstacles de Herning. Sa jument selle français Myrtille Paulois ne commet pas une seule faute lors des 5 parcours de la semaine et après une quatrième place par équipe, le couple décroche l'or européen.
À 50 ans, il obtient la consécration aux Jeux olympiques de Rio 2016 en devenant champion olympique, faisant de lui l'un des champions olympiques les plus âgés de l'histoire.

## Palmarès
- 1988 : champion de France à Fontainebleau et vainqueur du Grand Prix Coupe du monde de Berlin (Allemagne) avec Norton de Rhuys.
- 1989 : vainqueur du Grand Prix du CSIO de Lanaken avec Norton de Rhuys.
- 1990 : médaille d'or par équipe aux Jeux équestres mondiaux à Stockholm en Suède, vainqueur du Grand Prix Coupe du monde de Bordeaux et 4e de la finale de la Coupe du monde à Dortmund (Allemagne) avec Norton de Rhuys.
- 1991 : 3e de la finale de la Coupe du monde à Göteborg (Suède) avec Norton de Rhuys.
- 1992 : vainqueur du Grand Prix Coupe du monde de Bordeaux avec Norton de Rhuys.
- 1993 : médaille d'or par équipe aux Jeux équestres méditerranéens à Perpignan en France avec Norton de Rhuys.
- 1994 : médaille d'argent par équipe et 6e en individuel aux Jeux équestres mondiaux à La Haye aux Pays-Bas avec Souviens-Toi III.
- 1995 : médaille de bronze par équipe aux championnats d'Europe de Saint-Gall en Suisse et vainqueur du Grand Prix Coupe du monde de Paris-Bercy avec Souviens-Toi III.
- 1996 : 4e par équipe aux Jeux Olympiques d'Atlanta (États-Unis) avec Souviens-Toi III.
- 1997 : champion de France au Touquet avec Airborne Montecillo.
- 1998 : médaille d'argent par équipe aux Jeux équestres mondiaux à Rome en Italie avec Airborne Montecillo.
- 2006 : vainqueur du Grand Prix du CSIO d'Hickstead (Grande-Bretagne) avec Idéal de la Loge.
- 2008 : 5e du Grand Prix du CSI-5* RIDE de Deauville, 7e du Grand Prix du CSIO de Calgary, 8e du Grand Prix Coupe du monde de Vérone, 9e du Grand Prix du CSI-5* d'Equita'Lyon, 11e du Grand Prix du CSI-5* de São Paulo (Brésil) avec Idéal de la Loge.
- 2009 : membre de l'équipe vainqueur de la Meydan Nations Cup, 5e par équipe aux Championnats d'Europe de Windsor en Grande-Bretagne, vainqueur du Grand Prix du CSI-5* Global Champions Tour de Cannes, 3e du Grand Prix du CSI-5* Global Champions Tour de Hambourg et 5e du Grand Prix du CSIO de Saint-Gall avec Idéal de la Loge.
- 2010 : vainqueur du Grand Prix de la Ville de Bordeaux du CSI-W avec Idéal de la Loge.
- 2011 : vainqueur du Grand Prix du CSI-5* Global Champions Tour d'Abu Dhabi (Émirats arabes unis) avec Idéal de la Loge.
- 2012 : vainqueur de la Coupe des nations du CSIO-5* d'Aix-la-Chapelle avec Nippon d'Elle.
- 2013 : médaille d'or en individuel aux Championnats d'Europe de saut d'obstacles avec Castle Forbes Myrtille Paulois.
- 2014 : 1er du CSI 5 étoiles W - Épreuve Grand Prix à Lyon avec Qoud'cœur de la Loge[8].
- 2015 : 4ème du CSI 5 étoiles - Épreuve Grand Prix à Miami (USA) avec Nippon d'Elle[8].
- 2016 : 1er du CSI 5 étoiles - Épreuve Grand Prix à Mexico (Mexique) avec Qoud'cœur de la Loge[8].
- 2017 : 1er du CSI 5 étoiles W - Épreuve Grand Prix à Madrid (Espagne) avec Sydney Une Prince*Treize[8].
- 2018 : 13ème de la Paris Finale Coupe Du Monde FEI avec Sangria du Coty[8].

## Distinctions
- Chevalier de la Légion d'honneur le 1er décembre 2016[9]
- Chevalier du Mérite agricole
- Médaille de la jeunesse, des sports et de l'engagement associatif, or (2024)[10]